# Blue rondo
映画「blue rondo」は、須藤蓮の長編第2作目で2022年12月9日にMOOSIC LABにてプレミア上映された日本映画。再編集されて、「ABYSS アビス」とタイトルが変わった。
共同脚本は企画から参加している脚本家の渡辺あや。

## 登場人物
ケイ
演 - 須藤蓮
23歳の主人公。渋谷のバーでバイトをしながら暮らす。
ルミ
演 - 佐々木ありさ
ケイの兄に乱暴されていた女性。
ヒカル
演 - 夏子
高橋
演 - 浦山佳樹
コウキ
演 - 三村和敬

## スタッフ
- 監督：須藤蓮
- 脚本：須藤蓮、渡辺あや
- 音楽：辻田絢菜
- 音楽プロデューサー：岩崎太整
- プロデューサー：上野遼平、有馬顕
- 撮影：須藤しぐま
- 照明：寺本慎太郎
- 録音：五十嵐猛吏
- 衣装：高橋逹之真、木和田昴
- 美術：片平圭衣子
- ヘアメイク：藤原玲子
- エグゼクティブプロデューサー：小川真司
- 製作プロダクション：ブリッジヘッド
- 製作：「blue rondo」製作委員会

## 製作
2020年に、須藤蓮が、映画「逆光」で組んだ脚本家の渡辺あやと、一年以上を費やして脚本を作り上げ、3月からキャストのオーディションを開始した。

2021年10月18日に本編部分はクランクインして、11月1日に本編部分の撮影は終了し、2022年12月に完成した。

タイトルの「blue」は憂鬱、「rondo」は異なる旋律を挟みながら同じ旋律を何度も繰り返す楽曲の形式を意味し、「人生の中で幾度となく繰り返される、憂鬱な旋律」を表している。

### ロケ地
- シブヤボウリング
- 焼肉ここから
- バグース道玄坂店
- 小鳥庭コトリバ松大東京
- NEVERLAND TOKYO
- 京王バス
- LAG SPACE
- 浅草よろず茶屋444
- HOTEL APiO
- ホテルみかさ
- ペンション アル・モール
- アオキストアー
- コーヒー専科れんらく船
- 撮影協力：南房総市